# Split Enz
Split Enz was een Nieuw-Zeelandse band die met enig succes singles uitbracht eind jaren 70, begin jaren 80 van de twintigste eeuw. De bekendste bandleden zijn de broers Tim en Neil Finn.

## Biografie
In 1971 toen ze studeerden aan de universiteit van Auckland richtten Tim Finn samen met Mike Chunn, Robert Gillies, Philip Judd en Noel Crombie een bandje op. Vanaf 1972 werd deze band voor hen een volledige baan en noemden ze zich Split Ends. Hun eerste optreden onder deze naam vond plaats op 10 december 1972 voor 30 personen in de Wynyard Tavern in Auckland. Naast Tim Finn (zang en piano), Philip Judd (zang en gitaar) en Mike Chunn (basgitaar), bestond de band toen uit DIV Vercoe op drums, Miles Golding op viool en Mike Howard op fluit. Deze laatste drie werden in april 1973 vervangen voor Geoff Chunn op drums en Wally Wilkinson op gitaar. Tussen 1972 en 1977 waren Tim en Philip de bandleiders. Mike Chunn was een vaste kracht, maar verder kende de band in de beginjaren een groot aantal personele wisselingen. Zo was Robert Gillies soms wel en dan weer geen onderdeel van de band. Noel Crombie speelde af en toe mee als percussionist voordat hij in juli 1974 vast bandlid werd.
De spelling van de bandnaam werd voor hun eerste Australische optredens in 1974 aangepast naar Split Enz om de Nieuw-Zeelandse wortels aan te geven.
In 1975 was Split Enz het voorprogramma van concerten van onder meer Frank Zappa, Santana en Roxy Music. Phil Manzanera van Roxy Music zou in het volgende jaar in Londen hun tweede album Second Thoughts produceren. Dit album bevatte een aantal beter geproduceerde versies van nummers van het in 1975 snel opgenomen eerste album Mental Notes. De muziekstijl was eclectisch-new wave met invloeden van art rock, vaudeville, swing, punk, rock-'n-roll en popmuziek. De kostuums, haar en make-up waren onvergelijkbaar wild en kleurrijk.
Tims Finns jongere broer Neil had in 1975 op 17 jarige leeftijd in het voorprogramma van de band opgetreden. Toen Phil Judd de band in 1977 verliet mocht Neil de gelederen versterken. Vanaf die tijd verloor de band langzaam haar extravagante uiterlijk en ging ze meer mainstream popmuziek maken. Vanaf het album True Colours (1980) schreef Neil zelfstandig nummers, waaronder de grootste hits van de band, zoals doorbraaknummer I got you (van het album True Colours) en hun grootste hit in Nederland Message to my girl van het album Conflicting Emotions (1983). Tim deed daar niet voor onder en componeerde ook enkele hitsingles waaronder I hope I never van het album True Colours en Six months in a leaky boat van het album Time and Tide (1982). Dat laatste nummer was minder succesvol in het Verenigd Koninkrijk, waar het door sommige radiozenders werd geboycot omdat het werd gezien als kritiek op het Britse optreden in de Falklandoorlog.
Van 1977 tot 1981 kende de band een vrij constante bezetting met Tim Finn (leadvocalen, piano en gitaar), Neil Finn (leadvocalen en gitaar), Eddie Rayner (keyboards en piano), Nigel Griggs (basgitaar), Malcolm Green (drums) en Noel Crombie (percussie). In 1981 werd drummer Malcolm Green ontslagen. Noel Crombie nam zijn plaats over totdat einde 1983 Paul Hester toetrad en Noel weer zijn oude rol van percussionist op zich nam.
Nadat Tim Finn in 1984 besloot de band te verlaten om een solocarrière te beginnen, werd voor Neil Finn vrij snel duidelijk dat de band niet verder kon en de band besloot dat jaar ermee op te houden. Er verscheen nog wel een nieuw album met de veelzeggende titel See Ya 'Round en er was een afscheidstournee Enz with a Bang, waarbij Tim Finn ook weer op het podium stond. Het laatste optreden vond plaats in de eerste week van december 1984 in Auckland.

## Na Split Enz
- Phil Judd, Noel Crombie en Nigel Griggs vormden samen een nieuwe band met de naam Schnell Fenster, en brachten twee albums uit.
- Eddie Rayner maakte ook korte tijd deel uit van Schnell Fenster, maar besloot al snel een eigen band op te richten, dit werd The Makers. Ook deze bracht twee albums uit. Rayner was ook verantwoordelijk voor de uitvoering van het ENZSO-project, waarbij leden van de band oude Split Enz nummers zongen met het Nieuw-Zeelandse Symfonieorkest. Er werden twee albums uitgebracht met live-opnames van deze concerten.
- Neil Finn vormde de band Crowded House, die wereldwijd bekend werd en waar na een aantal jaar ook Tim Finn bij kwam spelen. Na Crowded House begon hij een solocarrière. Ook heeft hij samen met zijn broer Tim albums uitgebracht onder de noemer Finn Brothers.
- Tim Finn had tijdens solocarrière als grootste hit Fraction too much friction. Hij was ook korte tijd lid van Crowded House en maakte deel uit van de muzikale samenwerkingsprojecten ALT en Forenzics.

In 1993 kwam Split Enz samen voor een reünietour om de twintigste verjaardag van de band te vieren. In 2002 was er een tv-optreden vanwege de dertigste verjaardag van de band. In 2006 maakte Split Enz opnieuw een reünietournee met de klassieke bezetting uit de periode 1977-1981: Tim Finn, Neil Finn, Nigel Griggs, Eddie Rayner, Noel Crombie en Malcolm Green.

## Discografie

### Albums

#### Studioalbums
- Mental Notes (1975)
- Second Thoughts (1976)
- Dizrythmia (1977)
- Frenzy (1979)
- True Colours (1980)
- Waiata/Corroboree (1981)
- Time and Tide (1982)
- Conflicting Emotions (1983)
- See Ya 'Round (1984)

#### Livealbums
- The Living Enz (1985)
- Anniversary (1994)
- Live in America (2006)

#### Compilatiealbums
- The Beginning of the Enz (1979)
- Enz of an Era (1982)
- The Best of Split Enz - History Never Repeats (1987)
- Oddz and Enz (1992)
- Rear Enz (1992)
- The Best of Split Enz (1993)
- Spellbound (1997)
- Other Enz - Split Enz and Beyond (1999) (met diverse artiesten)
- The Rootin Tootin Luton Tapes (2007)

### Singles
| Single met eventuele hitnotering(en) in de Nederlandse Top 40 | Datum van verschijnen | Datum van binnenkomst | Hoogste positie | Aantal weken | Opmerkingen                                                                              |
| ------------------------------------------------------------- | --------------------- | --------------------- | --------------- | ------------ | ---------------------------------------------------------------------------------------- |
| I got you                                                     | 1980                  | -                     | Tipparade       | 3            |                                                                                          |
| I hope I never                                                | 1980                  | -                     | 30              | 4            | #30 in de Nationale Hitparade / #24 in de TROS Top 50                                    |
| Message to my girl                                            | 1984                  | -                     | 13              | 7            | Veronica Alarmschijf Hilversum 3 / #18 in de Nationale Hitparade / #11 in de TROS Top 50 |

### NPO Radio 2 Top 2000
| Nummers met noteringen in de NPO Radio 2 Top 2000 | '99  | '00 | '01 | '02  | '03  | '04  | '05  | '06  | '07  | '08  | '09  | '10  | '11  | '12 | '13 | '14 | '15 | '16 | '17 | '18  | '19  | '20  | '21  | '22  | '23  | '24  |
| ------------------------------------------------- | ---- | --- | --- | ---- | ---- | ---- | ---- | ---- | ---- | ---- | ---- | ---- | ---- | --- | --- | --- | --- | --- | --- | ---- | ---- | ---- | ---- | ---- | ---- | ---- |
| I Hope I Never                                    | 1014 | -   | 894 | 1106 | 1345 | 1347 | 1503 | 1503 | 1742 | 1490 | 1812 | 1789 | 1979 | -   | -   | -   | -   | -   | -   | -    | -    | -    | -    | -    | -    | -    |
| Message to My Girl                                | 386  | 343 | 260 | 281  | 363  | 417  | 442  | 540  | 614  | 466  | 624  | 711  | 740  | 941 | 839 | 659 | 683 | 786 | 793 | 1143 | 1033 | 1175 | 1155 | 1251 | 1227 | 1166 |

1. ↑  Een '-' betekent dat het nummer niet was genoteerd en een vetgedrukt getal geeft de hoogste notering van een nummer aan.